# Selaginella acanthostachys
Selaginella acanthostachys är en mosslummerväxtart som beskrevs av Bak.. Selaginella acanthostachys ingår i släktet mosslumrar, och familjen mosslummerväxter. Inga underarter finns listade i Catalogue of Life.